# 达登 (莱茵兰-普法尔茨州)
达登是德国莱茵兰-普法尔茨州的一座城市。